# Филоколо
«Филоко́ло» (итал. Il Filocolo) — роман Боккаччо, основанный на сюжете средневекового идиллического романа «Флуар и Бланшефлор». К классическому рыцарскому роману эта юношеская проза Боккаччо стоит ближе, чем его французский образец.
По сравнению с источником Боккаччо расширяет историю родителей героини, Лелио и Джулии, и дополняет сюжет приездом Флорио и Бьянкофьоре в Рим и их возвращением на место гибели родителей. История Лелио и Джулии с её историческими и псевдоисторическими атрибутами, с её эсхатологической риторикой обрамляет историю Флорио и Бьянкофьоре, которая в композиционном плане подана как огромной величины вставная новелла.
Филоколо — псевдоним, взятый Флорио, который должен означать (в переводе с греческого) «измученный любовью».

## Сюжет
Знатный римлянин Квинт Лелий Африканский, живущий в счастливом браке с молодой и прекрасной женой Джулией Топацци, но не имеющий детей, даёт обет св. Иакову отправиться на поклонение к его гробнице, если святой осчастливит его потомством. На пути к святилищу св. Иакова они встречаются с войском испанского короля Феличе, который решил, что небольшой отряд паломников — это передовая часть ополчившихся на его страну римлян. Лелио гибнет в битве, и через некоторое время в родах умирает вдова.
Основной сюжет (зарождение любви Флорио и Бьянкофьоре, разлука — Флорио уезжает учиться, Бьянкофьоре продана в рабство, — поиски, встреча) Боккаччо оставляет в неприкосновенности. Добавлена линия Филено, соперника Флорио, которая обрывается превращением Филено в ручей.